# کالینوفکا (ماساللی)
کالینوفکا (به ترکی آذربایجانی: Kalinovka، هم‌اکنون ویلش Viləş) یک منطقه مسکونی در جمهوری آذربایجان است که در شهرستان ماساللی واقع شده‌است. کالینوفکا ۲۳۹۷ نفر جمعیت دارد.